# The 8th Day
The 8th Day ist ein Science-Fiction-Pornofilm des Regisseurs Ren Savant aus dem Jahr 2009. Er wurde 2010 bei den AVN Awards unter anderem als „Best Video Feature“ ausgezeichnet.

## Handlung
Aus einem kryogenen Schlaf geweckt, findet Samantha (Kayden Kross) die Welt, die sie kannte, nicht mehr wieder. Verloren in einer fremden Stadt, die durch brutale Stämme der Proto-Menschen beherrscht wird, wird Samantha von einer Plünderin (Amber Rayne) gerettet. Samanthas einzige Hoffnung auf Rettung liegt in den Händen des charismatischen Herrschers eines desolaten Dorfs, als Elysium Fields bekannt. Als Prince Amir jedoch Samantha unter seine Fittiche nimmt, entdeckt er, wer sie wirklich ist, und beschließt, dass sie das ultimative Opfer bringen müsse.

## Kritik
Don Houston lobte in einem Review für XCritics.com den Film als unterhaltsam und überdurchschnittlich auch außerhalb der Sexszenen. Dr. Jay bezeichnete ebenfalls für XCritic den Film als insgesamt gut, kritisierte jedoch die schlechte Synchronisation in der achten Szene und das Fehlen von Übergangsmaterial beim Wechsel von Sexpositionen.

## Auszeichnungen
- 2010: XBIZ Award – Feature Movie of the Year
- 2010: XBIZ Award – Peoples Choice – Feature Movie of the Year
- 2010: AVN Award – Best Video Feature[3]
- 2010: AVN Award – Best All-Girl 3-Way Sex Scene (Bree Olson, Poppy Morgan und Tori Black)[3]
- 2010: AVN Award – Best DVD Extras[3]
- 2010: AVN Award – Best Editing[3]
- 2010: AVN Award – Best Makeup (Christi Belden, Lisa Berczel, Leonard Berczel, Nicki Hunter, Julia Ann)[3]
- 2010: AVN Award – Best Packaging Innovation[3]
- 2010: AVN Award – Best Special Effects[3]
- 2010: AVN Award – Best Videography/Cinematography[3]
- 2010: AVN Award – Best On-Line Marketing Campaign – Individual Project (The 8th Day, www.the8thdayxxx.com, Adam & Eve Pictures)[3]